# Marahuacaea
Marahuacaea là một chi thực vật có hoa trong họ Rapateaceae.